# Fairview, Bergen County, New Jersey
Fairview är en kommun (borough) i Bergen County i delstaten New Jersey, USA.